# Ernst Kohn-Bramstedt
Ernst Kohn-Bramstedt, seit 1945 Ernest K[ohn] Bramstedt (* 16. Dezember 1901 in Augsburg; † 14. Mai 1978 in London) war ein britischer Historiker und Soziologe deutscher Herkunft. Er war der ältere Bruder des Verlegers Hein Kohn.

## Leben
Kohn-Bramstedt wurde 1925 an der Universität Berlin mit einer Arbeit über Spinoza und den Staat als Historiker promoviert. Gutachter seiner Dissertation waren Erich Marcks und Friedrich Meinecke. Anschließend war er Studienassessor an einem Gymnasium und ab 1931 außerdem Lehrbeauftragter (Deutsch für Ausländer) an der Universität Frankfurt am Main. 
Wegen seiner jüdischen Vorfahren wurde Ernst Kohn-Bramstedt nach der NS-Machtübernahme aus beiden Positionen entlassen. Er emigrierte 1933 über die Niederlande nach Großbritannien. Dort forschte er drei Jahre zu Fragen der Literatursoziologie, unter anderem bei Karl Mannheim. 
1936 wurde Kohn-Bramstedt als Soziologe an der London School of Economics and Political Science promoviert. Danach war er bis 1939 Lehrer an einer höheren Schule. 1939 wurde er britischer Staatsbürger, arbeitete drei Jahre für den BBC und von 1943 bis 1947 für die Political Intelligence Division des British Foreign Office. 
1952 übersiedelte Ernst Kohn-Bramstedt nach Australien. Dort war er bis 1969 zunächst wissenschaftlicher Assistent und dann Professor für Europäische Geschichte an der  Universität Sydney. Nach Ende seiner Lehrtätigkeit kehrte er nach Großbritannien zurück.

## Werke (Auswahl)
- Aristocracy and the middle-classes in Germany: social types in German literature 1830 - 1900, London: King, 1937.
- Dictatorship and political police: the technique of control by fear, London: Paul, Trench, Trubner & Co., 1945.
- Goebbels und die nationalsozialistische Propaganda 1925 bis 1945 (Aus d. Engl. übers. von H. E. Strakosch), Frankfurt a. M.: S. Fischer, 1971.
- Germany, Englewood Cliffs: Prentice-Hall, 1972.

## Artikel (Auswahl)
- Über die Strukturidentität von Weltanschauung und Staatsauffassung bei Spinoza. In: Logos. Internationale Zeitschrift für Philosophie der Kultur 17, 1928
- Zur Typenlehre des Epikers. Über Thomas Mann und Jakob Wassermann. In: Zeitschrift für Ästhetik und allgemeine Kunstwissenschaft, 1929
- Concordet und das Geschichtsbild der späten Aufklärung. In: Archiv für Kulturgeschichte, Dezember 1930
- Australische Außenpolitik im zwanzigsten Jahrhundert, In: Vierteljahreshefte für Zeitgeschichte, Jahrgang 7 (1959), Heft 4